# NGC 4101
NGC 4101 ist eine linsenförmige Galaxie vom Hubble-Typ S0-a im Sternbild Coma Berenices am Nordsternhimmel. Sie ist schätzungsweise 285 Millionen Lichtjahre von der Milchstraße entfernt.
Das Objekt wurde am 6. April 1785 von Wilhelm Herschel entdeckt.